# یواس‌اس ریوز (دی‌ئی-۱۵۶)
یواس‌اس ریوز (دی‌ئی-۱۵۶) (به انگلیسی: USS Reeves (DE-156)) یک کشتی بود که طول آن ۳۰۶ فوت (۹۳ متر) بود. این کشتی در سال ۱۹۴۳ ساخته شد.